# Đường cao tốc Pyeongtaek–Paju
Đường cao tốc Pyeongtaek–Paju (Tiếng Hàn: 평택파주고속도로, Hanja: 平澤坡州高速道路) là một đường cao tốc ở Hàn Quốc. Nó nối Pyeongtaek đến Hwaseong của tỉnh Gyeonggi. Đường cao tốc đánh theo số là 17, nó được chia sẻ với Đường cao tốc Suwon–Munsan. Đường cao tốc này nối vào Đường cao tốc vành đai 2 vùng thủ đô tại Hwaseong và nối trực tiếp với Đường cao tốc Gwacheon–Bongdam.

## Lịch sử
- 3 tháng 11 năm 2004 : Đoạn giữa Oseong-myeon, Pyeongtaek-si và Taean-eup, Hwaseong-si, Gyeonggi-do được chỉ định là #411. Đường cao tốc Pyeongtaek–Hwaseong[2]
- 3 tháng 1 năm 2008 : Đường cao tốc Pyeongtaek–Hwaseong được chia thành #17. Đường cao tốc Pyeongtaek–Hwaseong và #171. Đường cao tốc Osan–Hwaseong; và #17. Đường cao tốc Suwon–Gwangmyeong được chỉ định[3]
- 17 tháng 11 năm 2008 : Đường cao tốc Suwon–Gwangmyeong được đổi tên thành #17. Đường cao tốc Suwon–Munsan[4]
- 29 tháng 10 năm 2009 : Thông xe đoạn Pyeongtaek–Hwaseong[5]
- 29 tháng 4 năm 2016 : Thông xe đoạn Suwon–Gwangmyeong ngoại trừ Soha IC[6]
- 3 tháng 7 năm 2016 : Soha IC được thông xe
- 12 tháng 1 năm 2018 : Đường cao tốc Pyeongtaek–Hwaseong và Đường cao tốc Suwon–Munsan được hợp nhất thành #17. Đường cao tốc Pyeongtaek–Paju[7]

## Tổng quan

### Số làn đường
- 2 làn xe: Sandan IC ~ Naepo IC: 2 làn xe
- 4 làn xe: W.Osan JC ~ S.Gunpo IC (Đoạn đi trùng với Đường cao tốc vành đai 2 vùng thủ đô Seoul và Tỉnh lộ 309); S.Gwangmyeong IC ~ Seongchae IC/Soha IC/Soha JC, Bungno JC ~ Bongdaesan JC, S.Goyang IC ~ Bongdaesan JC, N.Goyang (Seolmun) IC ~ Sandan IC: 4 làn xe
- 6 làn xe: Oseong IC ~ W.Osan JC, S.Gunpo IC ~ S.Gwangmyeong JC, 88 JC ~ Bungno JC (Đoạn đi trùng với Đường cao tốc sân bay Quốc tế Incheon), Bongdaesan JC ~ N.Goyang (Seolmun) IC

### Chiều dài
- 117.9 km

### Tốc độ tối đa
- 100 km/h

### Đường hầm
Tuyến chính
| Tên             | Vị trí                                            | Chiều dài | Năm hoàn thành | Ghi chú          |
| --------------- | ------------------------------------------------- | --------- | -------------- | ---------------- |
| Hầm Gubongsan   | Chopyeong-dong, Uiwang-si, Gyeonggi-do            | 980m      | 2016           | Hướng Paju       |
| Hầm Gubongsan   | Chopyeong-dong, Uiwang-si, Gyeonggi-do            | 965m      | 2016           | Hướng Pyeongtaek |
| Hầm Surisan 1   | Daeyami-dong, Gunpo-si, Gyeonggi-do               | 1,730m    | 2016           | Hướng Paju       |
| Hầm Surisan 1   | Daeyami-dong, Gunpo-si, Gyeonggi-do               | 1,749m    | 2016           | Hướng Pyeongtaek |
| Hầm Surisan 2   | Sokdal-dong, Gunpo-si, Gyeonggi-do                | 2,995m    | 2016           | Hướng Paju       |
| Hầm Surisan 2   | Sokdal-dong, Gunpo-si, Gyeonggi-do                | 2,998m    | 2016           | Hướng Pyeongtaek |
| Hầm Surisan 3   | Suam-dong, Sangnok-gu, Ansan-si, Gyeonggi-do      | 905m      | 2016           | Hướng Paju       |
| Hầm Surisan 3   | Suam-dong, Sangnok-gu, Ansan-si, Gyeonggi-do      | 908m      | 2016           | Hướng Pyeongtaek |
| Hầm Bongdaesan  | Gangmae-dong, Deokyang-gu, Goyang-si, Gyeonggi-do | 386m      | 2020           | Hướng Paju       |
| Hầm Bongdaesan  | Gangmae-dong, Deokyang-gu, Goyang-si, Gyeonggi-do | 376m      | 2020           | Hướng Pyeongtaek |
| Hầm Seongrasan  | Heungdo-dong, Deokyang-gu, Goyang-si, Gyeonggi-do | 250m      | 2020           | Hướng Paju       |
| Hầm Seongrasan  | Heungdo-dong, Deokyang-gu, Goyang-si, Gyeonggi-do | 260m      | 2020           | Hướng Pyeongtaek |
| Hầm Gyeondalsan | Gobong-dong, Ilsandong-gu, Goyang-si, Gyeonggi-do | 303m      | 2020           | Hướng Paju       |
| Hầm Gyeondalsan | Gobong-dong, Ilsandong-gu, Goyang-si, Gyeonggi-do | 308m      | 2020           | Hướng Pyeongtaek |
| Hầm Geumchon    | Geumchon 1-dong, Paju-si, Gyeonggi-do             | 386m      | 2020           | Hướng Paju       |
| Hầm Geumchon    | Geumchon 1-dong, Paju-si, Gyeonggi-do             | 364m      | 2020           | Hướng Pyeongtaek |

Phần Namgwangmyeong ~ Seongchae/Soha
| Tên           | Vị trí                                  | Chiều dài | Năm hoàn thành | Ghi chú           |
| ------------- | --------------------------------------- | --------- | -------------- | ----------------- |
| Hầm Seongchae | Gahak-dong, Gwangmyeong-si, Gyeonggi-do | 3,310m    | 2016           | Hướng Soha        |
| Hầm Seongchae | Gahak-dong, Gwangmyeong-si, Gyeonggi-do | 3,295m    | 2016           | Hướng Gwangmyeong |

## Nút giao thông · Giao lộ
- IC và JC: Giao lộ, TG: Trạm thu phí, SA: Khu vực dịch vụ.
- Đơn vị đo khoảng cách là km.
- Màu xanh dương nhạt (■): Đi trùng với Đường cao tốc vành đai 2 vùng thủ đô Seoul
- Màu xanh lá cây nhạt (■): Đi trùng với Đường cao tốc sân bay Quốc tế Incheon

### Tuyến chính
| Số                                                                | Tên                                                    | Tên                                                    | Khoảng cách                                            | Tổng khoảng cách                                       | Kết nối                                                                         | Vị trí                                                 | Vị trí                                                                                       | Ghi chú |
| Số                                                                | Tiếng Anh                                              | Hangul                                                 | Khoảng cách                                            | Tổng khoảng cách                                       | Kết nối                                                                         | Vị trí                                                 | Vị trí                                                                                       | Ghi chú |
| Kết nối trực tiếp với Quốc lộ 43 (Sejongpyeongtaek-ro)            | Kết nối trực tiếp với Quốc lộ 43 (Sejongpyeongtaek-ro) | Kết nối trực tiếp với Quốc lộ 43 (Sejongpyeongtaek-ro) | Kết nối trực tiếp với Quốc lộ 43 (Sejongpyeongtaek-ro) | Kết nối trực tiếp với Quốc lộ 43 (Sejongpyeongtaek-ro) | Kết nối trực tiếp với Quốc lộ 43 (Sejongpyeongtaek-ro)                          | Kết nối trực tiếp với Quốc lộ 43 (Sejongpyeongtaek-ro) | Kết nối trực tiếp với Quốc lộ 43 (Sejongpyeongtaek-ro)                                       | Kết nối trực tiếp với Quốc lộ 43 (Sejongpyeongtaek-ro) |
| ----------------------------------------------------------------- | ------------------------------------------------------ | ------------------------------------------------------ | ------------------------------------------------------ | ------------------------------------------------------ | ------------------------------------------------------------------------------- | ------------------------------------------------------ | -------------------------------------------------------------------------------------------- | --- |
| 1                                                                 | Oseong                                                 | 오성                                                   | -                                                      | 0.00                                                   | Quốc lộ 38 (Seodong-daero)                                                      | Gyeonggi-do                                            | Pyeongtaek-si                                                                                | |
| 2                                                                 | Pyeongtaek JC                                          | 평택 분기점                                            | 1.66                                                   | 1.66                                                   | Đường cao tốc Pyeongtaek–Jecheon                                                | Gyeonggi-do                                            | Pyeongtaek-si                                                                                | |
| 3                                                                 | Eoyeon                                                 | 어연                                                   | 2.74                                                   | 4.40                                                   | Tỉnh lộ 302 (Cheongwon-ro)                                                      | Gyeonggi-do                                            | Pyeongtaek-si                                                                                | |
| TG                                                                | N.Pyeongtaek TG                                        | 북평택 요금소                                          |                                                        |                                                        |                                                                                 | Gyeonggi-do                                            | Pyeongtaek-si                                                                                | Trạm thu phí chính |
| 4                                                                 | Yanggam                                                | 양감                                                   | 4.80                                                   | 9.20                                                   | Balanyanggam-ro                                                                 | Gyeonggi-do                                            | Hwaseong-si                                                                                  | |
| 5                                                                 | Hyangnam                                               | 향남                                                   | 3.61                                                   | 12.81                                                  | Tỉnh lộ 82 (Balan-ro) Tỉnh lộ 315 (Mannyeon-ro)                                 | Gyeonggi-do                                            | Hwaseong-si                                                                                  | |
| 6                                                                 | W.Osan JC                                              | 서오산 분기점                                          | 5.34                                                   | 18.15                                                  | Đường cao tốc Osan-Hwaseong Đường cao tốc vành đai 2 vùng thủ đô Seoul          | Gyeonggi-do                                            | Osan-si                                                                                      | Kết nối trực tiếp với Đường cao tốc Osan-Hwaseong khi đi thẳng Paju Kết nối trực tiếp với Đường cao tốc vành đai 2 vùng thủ đô Seoul khi đi thẳng Pyeongtaek                                               |
|                                                                   | Jeongnam                                               | 정남                                                   | 2.73                                                   | 20.88                                                  | Tỉnh lộ 309 (Seja-ro) Tỉnh lộ 322 (Seja-ro)                                     | Gyeonggi-do                                            | Hwaseong-si                                                                                  | Trùng với đường tỉnh 309 |
|                                                                   | Hwaseong JC                                            | 화성 분기점                                            | 1.54                                                   | 22.42                                                  | Đường cao tốc vành đai 2 vùng thủ đô Seoul                                      | Gyeonggi-do                                            | Hwaseong-si                                                                                  | Trùng với đường tỉnh 309 |
|                                                                   | Bongdam                                                | 봉담                                                   | 5.32                                                   | 26.20                                                  | Tỉnh lộ 309 (Bongdamgwacheon-ro) Samcheonbyeongma-ro (Tỉnh lộ 84 (Hyohaeng-ro)) | Gyeonggi-do                                            | Hwaseong-si                                                                                  | Trùng với đường tỉnh 309 Chỉ được phép đi vào hướng Pyeongtaek và Paju |
| 1                                                                 | Geumgok                                                | 금곡                                                   | 6.29                                                   | 32.49                                                  | Tỉnh lộ 309 (Bongdamgwacheon-ro)                                                | Gyeonggi-do                                            | Suwon-si                                                                                     | Chỉ vào hướng Paju và ra hướng Pyeongtaek |
| 2                                                                 | E.Ansan-Dangsu                                         | 동안산·당수                                            | 1.80                                                   | 34.29                                                  | Quốc lộ 42 (Suin-ro)                                                            | Gyeonggi-do                                            | Suwon-si                                                                                     | Chỉ vào hướng Paju và ra hướng Pyeongtaek |
| 2                                                                 | E.Ansan-Dangsu                                         | 동안산·당수                                            | 1.80                                                   | 34.29                                                  | Quốc lộ 42 (Suin-ro)                                                            | Gyeonggi-do                                            | Ansan-si                                                                                     | |
| 3                                                                 | S.Gunpo                                                | 남군포                                                 | 2.95                                                   | 37.24                                                  | Quốc lộ 47 (Gunpo-ro) Beonyeong-ro                                              | Gyeonggi-do                                            | Gunpo-si                                                                                     | |
| 4                                                                 | E.Siheung JC                                           | 동시흥 분기점                                          | 9.51                                                   | 46.75                                                  | Tỉnh lộ 330 (Đường cao tốc Gyeongin thứ 3) ( Đường cao tốc Seohaean)            | Gyeonggi-do                                            | Siheung-si                                                                                   | Kết nối gián tiếp với Đường cao tốc Seohaean khi vào Siheung |
| 5                                                                 | S.Gwangmyeong JC                                       | 남광명 분기점                                          | 2.38                                                   | 49.13                                                  | Đoạn Namgwangmyeong ~ Seongchae/Soha                                            | Gyeonggi-do                                            | Gwangmyeong-si                                                                               | |
|                                                                   | Gahak                                                  | 가학                                                   |                                                        |                                                        | Seodok-ro                                                                       | Gyeonggi-do                                            | Gwangmyeong-si                                                                               | Đang xây dựng |
| SA                                                                | Gwangmyeong SA                                         | 광명휴게소                                             |                                                        |                                                        |                                                                                 | Gyeonggi-do                                            | Gwangmyeong-si                                                                               | Đang xây dựng |
|                                                                   | Gwangmyeong                                            | 광명                                                   |                                                        |                                                        | Đường cao tốc Gyeongin thứ 2 Gwangmyeong-ro                                     | Gyeonggi-do                                            | Gwangmyeong-si                                                                               | Đang xây dựng |
|                                                                   | E.Bucheon                                              | 동부천                                                 |                                                        |                                                        | Yeowol-ro                                                                       | Gyeonggi-do                                            | Bucheon-si                                                                                   | Đang xây dựng |
|                                                                   | Gangseo                                                | 강서                                                   |                                                        |                                                        | Tuyến đường 2 thành phố Bucheon (Bongo-daero) Banghwa-daero                     | Gyeonggi-do                                            | Bucheon-si                                                                                   | Đang xây dựng |
| Seoul                                                             | Gangseo                                                | 강서                                                   | Gangseo-gu                                             |                                                        | Tuyến đường 2 thành phố Bucheon (Bongo-daero) Banghwa-daero                     |                                                        |                                                                                              | Đang xây dựng |
| Seoul                                                             |                                                        | 88 JC                                                  | Gangseo-gu                                             | 88 분기점                                              |                                                                                 | 67.03                                                  | Đường cao tốc sân bay Quốc tế Incheon Đường 88 thành phố Seoul (Olympic-daero) Banghwa-daero | Trong trường hợp đi theo hướng Pyeongtaek thì không thể đi vào Olympic-daero (hướng Gangdong) Trong trường hợp đi theo hướng Paju thì không thể vào Đường cao tốc Sân bay Quốc tế Incheon (hướng Incheon). |
|                                                                   | Bungno JC                                              | 북로 분기점                                            | 1.62                                                   | 68.65                                                  | Đường cao tốc sân bay Quốc tế Incheon Quốc lộ 77 (Jayu-ro)                      | Gyeonggi-do                                            | Goyang-si                                                                                    | Trong trường hợp hướng Paju, không thể vào Jayu-ro (hướng Paju) |
|                                                                   | Haengjusanseong JC                                     | 행주산성 분기점                                        |                                                        |                                                        | Tuyến đường 79 thành phố Goyang (Gwonyul-daero)                                 | Gyeonggi-do                                            | Goyang-si                                                                                    | Trong trường hợp hướng Pyeongtaek, không thể vào Gwonyul-daero (hướng Sinwon) |
| 1                                                                 | Bongdaesan JC                                          | 봉대산 분기점                                          |                                                        |                                                        | Đoạn Namgoyang ~ Bongdaesan                                                     | Gyeonggi-do                                            | Goyang-si                                                                                    | Trong trường hợp hướng Paju, không thể vào đoạn Namgoyang ~ Bongdaesan (hướng Goyang) |
| 2                                                                 | Heungdo                                                | 흥도                                                   |                                                        |                                                        | Tuyến đường 79 thành phố Goyang (Gwonyul-daero)                                 | Gyeonggi-do                                            | Goyang-si                                                                                    | Thu phí khi vào hướng Pyeongtaek và Paju |
| TG                                                                | Goyang TG                                              | 고양 요금소                                            |                                                        |                                                        |                                                                                 | Gyeonggi-do                                            | Goyang-si                                                                                    | Trạm thu phí chính |
| SA                                                                | Goyang SA                                              | 고양휴게소                                             |                                                        |                                                        |                                                                                 | Gyeonggi-do                                            | Goyang-si                                                                                    | Cả 2 hướng |
| 3                                                                 | Goyang JC                                              | 고양 분기점                                            |                                                        |                                                        | Đường cao tốc vành đai 1 vùng thủ đô Seoul                                      | Gyeonggi-do                                            | Goyang-si                                                                                    | |
| 4                                                                 | Sarihyeon                                              | 사리현                                                 |                                                        |                                                        | Sarihyeon-ro                                                                    | Gyeonggi-do                                            | Goyang-si                                                                                    | |
| 5                                                                 | N.Goyang(Seolmun)                                      | 북고양(설문)                                           |                                                        |                                                        | Tỉnh lộ 363 (Gobong-ro)                                                         | Gyeonggi-do                                            | Goyang-si                                                                                    | |
| 6                                                                 | Geumchon                                               | 금촌                                                   |                                                        |                                                        | Jungang-ro                                                                      | Gyeonggi-do                                            | Paju-si                                                                                      | Chỉ vào hướng Pyeongtaek và ra hướng Paju |
| 7                                                                 | Wollong                                                | 월롱                                                   |                                                        |                                                        | Tỉnh lộ 360 (Geumwol-ro)                                                        | Gyeonggi-do                                            | Paju-si                                                                                      | Chỉ vào hướng Pyeongtaek và ra hướng Paju |
| Đang quy hoạch (Kết nối trực tiếp với tuyến nhánh Wollong-Munsan) |                                                        |                                                        |                                                        |                                                        |                                                                                 |                                                        |                                                                                              | |

### Tuyến nhánh

#### Tuyến nhánh 1 (Đoạn S.Gwangmyeong ~ Seongchae/Soha)
| Số                                                                       | Tên              | Tên           | Khoảng cách | Tổng khoảng cách | Kết nối                                                                            | Vị trí      | Vị trí         | Ghi chú                                                                           |
| Số                                                                       | Tiếng Anh        | Hangul        | Khoảng cách | Tổng khoảng cách | Kết nối                                                                            | Vị trí      | Vị trí         | Ghi chú                                                                           |
| ------------------------------------------------------------------------ | ---------------- | ------------- | ----------- | ---------------- | ---------------------------------------------------------------------------------- | ----------- | -------------- | --------------------------------------------------------------------------------- |
| 5                                                                        | S.Gwangmyeong JC | 남광명 분기점 | -           | 49.13 (0.00)     | Phần tuyến chính                                                                   | Gyeonggi-do | Gwangmyeong-si |                                                                                   |
| TG                                                                       | S.Gwangmyeong TG | 남광명 요금소 |             |                  |                                                                                    | Gyeonggi-do | Gwangmyeong-si | Trạm thu phí chính                                                                |
| 6                                                                        | Seongchae        | 성채          | 4.58        | 53.71 (4.58)     | Kia-ro Haan-ro                                                                     | Gyeonggi-do | Gwangmyeong-si | Chỉ được phép vào Gwangmyeong và Soha                                             |
| 6                                                                        | Soha             | 소하          | 4.58        | 53.71 (4.58)     | Tuyến đường thành phố Seoul số 94 (Gangnamsunhwan-ro) Quốc lộ 1 (Seobuganseondoro) | Gyeonggi-do | Gwangmyeong-si |                                                                                   |
| 6                                                                        | Soha JC          | 소하 분기점   | 4.58        | 53.71 (4.58)     | Đường cao tốc Seohaean Tuyến đường thành phố Seoul số 94 (Gangnamsunhwan-ro)       | Gyeonggi-do | Gwangmyeong-si | Trong trường hợp hướng Soha, không thể đi vào Đường cao tốc Seohaean (hướng Muan) |
| Kết nối trực tiếp với Tuyến đường thành phố Seoul 94 (Gangnamsunhwan-ro) |                  |               |             |                  |                                                                                    |             |                |                                                                                   |

#### Tuyến nhánh 2 (S.Goyang ~ Bongdaesan)
| Số                                | Tên           | Tên           | Khoảng cách | Tổng khoảng cách | Kết nối              | Vị trí      | Vị trí    | Ghi chú                                                                         |
| Số                                | Tiếng Anh     | Hangul        | Khoảng cách | Tổng khoảng cách | Kết nối              | Vị trí      | Vị trí    | Ghi chú                                                                         |
| --------------------------------- | ------------- | ------------- | ----------- | ---------------- | -------------------- | ----------- | --------- | ------------------------------------------------------------------------------- |
|                                   | S.Goyang      | 남고양        | -           | 0.00             | Quốc lộ 77 (Jayu-ro) | Gyeonggi-do | Goyang-si |                                                                                 |
| 1                                 | Bongdaesan JC | 봉대산 분기점 | 2.30        | 2.30             | Phần tuyến chính     | Gyeonggi-do | Goyang-si | Trong trường hợp hướng Bongdaesan, không thể vào tuyến chính (hướng Pyeongtaek) |
| Kết nối trực tiếp với tuyến chính |               |               |             |                  |                      |             |           |                                                                                 |

#### Tuyến nhánh 3 (Sandan ~ Munsan)
| Số                                         | Tên       | Tên         | Khoảng cách | Tổng khoảng cách | Kết nối                          | Vị trí      | Vị trí  | Ghi chú                                                                               |
| Số                                         | Tiếng Anh | Hangul      | Khoảng cách | Tổng khoảng cách | Kết nối                          | Vị trí      | Vị trí  | Ghi chú                                                                               |
| ------------------------------------------ | --------- | ----------- | ----------- | ---------------- | -------------------------------- | ----------- | ------- | ------------------------------------------------------------------------------------- |
| 8                                          | Sandan    | 산단        | -           | 0.00             | Seoyeong-ro Huam-ro              | Gyeonggi-do | Paju-si | Chỉ vào hướng Pyeongtaek và ra hướng Paju Trạm thu phí chính (Nút giao, Trạm thu phí) |
| 8                                          | Sandan TG | 산단 요금소 |             |                  | Seoyeong-ro Huam-ro              | Gyeonggi-do | Paju-si | Chỉ vào hướng Pyeongtaek và ra hướng Paju Trạm thu phí chính (Nút giao, Trạm thu phí) |
| 9                                          | Naepo     | 내포        |             | 2.70             | Quốc lộ 77 (Jayu-ro) Bangchon-ro | Gyeonggi-do | Paju-si |                                                                                       |
| Kết nối trực tiếp với Quốc lộ 77 (Jayu-ro) |           |             |             |                  |                                  |             |         |                                                                                       |

## Điểm dừng chính
Gyeonggi-do
- Pyeongtaek-si (Oseong-myeon · Cheongbuk-eup) - Hwaseong-si Yanggam-myeon - Pyeongtaek-si Seotan-myeon - Hwaseong-si Yanggam-myeon - Pyeongtaek-si Seotan-myeon - Hwaseong-si Yanggam-myeon - Pyeongtaek-si Seotan-myeon - Hwaseong-si Yanggam-myeon - Pyeongtaek-si Seotan-myeon - Hwaseong-si (Yanggam-myeon · Hyangnam-eup) - Pyeongtaek-si Seotan-myeon - Hwaseong-si Jeongnam-myeon - Osan Seorang-dong - Hwaseong-si (Jeongnam-myeon · Bongdam-eup · Maesong-myeon) - Suwon-si Gwonseon-gu (Homaesil-dong · Geumgok-dong · Dangsu-dong) - Ansan-si Sangnok-gu Sasa-dong - Gunpo-si (Domagyo-dong · Bugok-dong · Daeyami-dong · Sokdal-dong) - Ansan-si Sangnok-gu Suam-dong - Siheung-si (Jonam-dong · Mokgam-dong · Nongok-dong) - Gwangmyeong-si (Gahak-dong · Noonsa-dong · Gwangmyeong-dong · Okgil-dong) - Bucheon-si (Okgil-dong)
- Nhánh 1: Gwangmyeong-si (Gahak-dong · Soha-dong)

Seoul
- Guro-gu Hang-dong

Gyeonggi-do
- Bucheon-si Sosa-gu (Goean-dong · Yeokgok-dong)

Seoul
- Guro-gu Onsu-dong

Gyeonggi-do
- Bucheon-si Wonmi-gu Chunui-dong · Ojeong-gu Jak-dong

Seoul
- Yangcheon-gu (Sinwol-dong)

Gyeonggi-do
- Bucheon-si Ojeong-gu Gogang-dong

Seoul
- Gangseo-gu (Oebalsan-dong · Gonghang-dong · Banghwa-dong)

Gyeonggi-do
- Goyang Deogyang-gu (Gangmae-dong · Haengsin-dong · Donae-dong · Seongsa-dong · Hwajeong-dong · Seongsa-dong · Wondang-dong) - Ilsandong-gu (Sarihyeon-dong · Munbong-dong · Siksa-dong · Munbong-dong · Seongseok-dong · Seolmun-dong) - Paju-si (Jori-eup · Geumneung-dong · Adong-dong · Wollong-myeon · Gunnae-myeon)
- Nhánh 2: Goyang Deogyang-gu (Deogeun-dong · Hyeoncheon-dong)
- Nhánh 3: Paju-si (Wollong-myeon · Paju-eup · Munsan-eup)

## Liên kết
- Đường cao tốc Gyeonggi Co., Ltd.
- MOLIT Chính phủ Hàn Quốc, Bộ nhà đất, hạ tầng và giao thông vận tải Hàn Quốc